# Pyrularia edulis
Pyrularia edulis är en sandelträdsväxtart som beskrevs av A. Dc.. Pyrularia edulis ingår i släktet Pyrularia och familjen sandelträdsväxter. Inga underarter finns listade i Catalogue of Life.